# Act of Uniformity 1559
Act of Uniformity 1559, fastställde böneordningen som skulle användas i den engelska Book of Common Prayer. Alla blev tvungna att gå i kyrkan en gång i veckan eller böta 12 pence, vilket var mycket pengar för de fattiga. "Enhetlighetslagen" stärkte Book of Common Prayer. Lagen var en del av den Elisabetanska religiösa uppgörelsen i England som Elisabet I införde för att ena Engelska kyrkan. Andra lagar i uppgörelsen var Act of Supremacy 1559 och de trettionio artiklarna.
Elisabet försökte nå en uppgörelse efter trettio års tumult under Henrik VIII, Edward VI och Maria I:s regeringstider, då England hade svängt från katolicism till protestantism och tillbaka till katolicism igen. Resultatet av den elisabetanska uppgörelsen blev en ibland spänd och ofta skör union mellan både de katolska och protestantiska falangerna av den engelska kyrkan och anglikanismen i världen.
Händelserna skildras, om än flyktigt, i filmen Elizabeth från 1998.